# Римсберг
Римсберг (њем. Rimsberg) општина је у њемачкој савезној држави Рајна-Палатинат. Једно је од 96 општинских средишта округа Биркенфелд. Према процјени из 2010. у општини је живјело 130 становника. Посједује регионалну шифру (AGS) 7134070.

## Географски и демографски подаци
Римсберг се налази у савезној држави Рајна-Палатинат у округу Биркенфелд. Општина се налази на надморској висини од 460 метара. Површина општине износи 3,2 km². У самом мјесту је, према процјени из 2010. године, живјело 130 становника. Просјечна густина становништва износи 41 становника/km².

## Међународна сарадња
| Мјесто | Држава    | Врста сарадње | Од    |
| ------ | --------- | ------------- | ----- |
| Боргер | Холандија | контакт       | 2000. |
| Извор  |           |               |       |